# Four Tet
Four Tet ist der Name, der von Kieran Hebden (* 1977 in Putney, London) für sein Solo-Projekt mit elektronischer Musik verwendet wird, um diese von seiner Arbeit mit der Post-Rock-Band Fridge zu unterscheiden. Darüber hinaus veröffentlichte er unter den Pseudonymen 4t recordings, Joshua Falken, Percussions, ⣎⡇ꉺლ༽இ•̛)ྀ◞ ༎ຶ ༽ৣৢ؞ৢ؞ؖ ꉺლ, 00110100 01010100, 4TLR und KH.

## Allgemeines
Four Tet wird in vielen Teilen Europas (und am meisten in Hebdens Heimat Großbritannien) für seine Arbeit als talentierter experimenteller Künstler hoch respektiert, aber er ist in den Vereinigten Staaten so gut wie unbekannt. Hebdens Soloarbeit besteht meist aus Samples, welche er aus verschiedenen Quellen bezieht, beispielsweise Hip-Hop, elektronischer Musik, Techno, Jazz, und Folk. Diese mixt er dann zum Teil mit selbst eingespielten Schlagzeugsamples und einfachen Gitarrenharmonien.
Sein Künstlername Four Tet nimmt Bezug auf das Album 4 Tet (1971) des niederländischen Jazz-Saxophonisten Harry Verbeke.

## Die Musik
Die Musik von Four Tet hat gewisse Ähnlichkeit mit anderen Musikern wie Prefuse 73, die auch Computer für die Bearbeitung verwenden und dadurch gewisse Staccato-Effekte erzielen, doch Hebdens Arbeit zeichnet sich durch organische und harmonische Melodien aus.
Hebden veröffentlichte sein erstes Material als Four Tet auf einer 36-Minuten-Single mit dem Namen Thirtysixtwentyfive. Später im selben Jahr veröffentlichte er die sehr von Jazz beeinflusste Single Misnomer. Das erste Album war Dialogue (1999); es vereinigte Hip-Hop mit dissonanten Jazz-Samples.

## Die Jahre ab 2001
Im Jahr 2001 wurde das zweite Album Pause veröffentlicht, das mehr Folk- und Electronica-Elemente enthielt, was einige Kritiker dazu bewog, Hebdens Stil als Folktronica zu bezeichnen. Das Stück Everything is Alright wurde von Nike in den Jahren 2001/2002 in einem Werbespot verwendet.
Rounds wurde im Mai 2003 veröffentlicht und ist bis dahin Hebdens ehrgeizigstes und profitträchtigstes Album. Darauf sind Samples einer Mandoline (Spirit Fingers) und einer Gummiente (Slow Jam) enthalten. Vom Album Rounds wurden drei Singles ausgekoppelt: She Moves She, As Serious As Your Life und My Angel Rocks Back and Forth. Die letzte der drei wurde als EP veröffentlicht und enthält Remixes von Icarus and Isambard Khroustalov sowie zusätzliches unveröffentlichtes Material wie I've Got Viking in Me und All the Chimes.
Der musikalische Eifer Hebdens zeigt sich nicht nur in seinen eigenen Veröffentlichungen, sondern vor allem auch in unzähligen Remixen von Musikern der verschiedensten Genres, so beispielsweise: The Cinematic Orchestra, Madvillain, The Notwist, Lars Hornveth, James Yorkston, Aphex Twin, Beth Orton, Radiohead, Boom Bip, David Holmes, Bloc Party, The xx. Als Produzent und Studiomusiker trat Kieran Hebden unter anderem für den Londoner Musiker Dempsey auf dessen Debüt-Album Sunrise/Sunset (mit Adem Ilhan und Sam Jeffers von Fridge) in Erscheinung.
Anfang 2003 trat Four Tet im Vorprogramm von Radiohead in deren Europa-Tour auf. Ein für die Reihe Late Night Tales 2004 des Londoner Azuli-Labels zusammengestellter Sampler zeugt von Hebdens musikalischen Einflüssen und seiner Vorliebe für ungewöhnliche DJ-Sets.
Anfang 2005 trat Keiran Hebden mit Jazz-Rock-Schlagzeuger Steve Reid in Paris und London auf, woraus sich eine intensive Zusammenarbeit ergab: Steve Reids Album Spirit Walk 2005 (mit Keiran Hebden an den Electronics) und zwei Alben als Duo 2006.
Das im Mai 2005 erschienene Album Everything Ecstatic bricht mit den Erwartungen des durch die Alben Pause und Rounds gewonnenen breiteren Publikums, da die "Folktronica"-Elemente stark in den Hintergrund treten und elektro-rhythmischen Experimenten Raum gegeben wird.
Im Juni 2006 erschien eine Ausgabe der DJ-Kicks-Reihe von Four Tet.
Ende April 2008 veröffentlichte Four Tet die Mini-EP Ringer. Im gleichen Jahr nahm Four Tet die Endmelodie "Crawl, End Crawl" für den James-Bond-Film Ein Quantum Trost auf. Nach eigenen Angaben hatte er hierfür nur etwa einen Tag Zeit, eine Woche später sah er den Film bei der Premiere.
Am 31. Januar 2010 erschien das Album There Is Love in You, das von harmonisch-rhythmischen Tracks geprägt ist.
Ab 2011 veröffentlichte Four Tet mehrere EPs unter dem Pseudonym Percussions, die zunächst nur auf Vinyl erhältlich waren, seit 2015 auch digital.
Am 20. August 2012 erschien das Album Pink auf Four Tets hauseigenem Label Text Records.
2015 wurde das Album Bahdeni Nami von Omar Souleyman veröffentlicht. Der Titelsong wurde von Four Tet produziert, der schon beim Vorgänger-Album Wenu Wenu die Produktion übernommen hatte.
Ab 2017 veröffentlichte er einige Singles und eine EP unter dem Pseudonym ⣎⡇ꉺლ༽இ•̛)ྀ◞ ༎ຶ ༽ৣৢ؞ৢ؞ؖ ꉺლ.
Im selben Jahr brachte er das Album 0181 unter dem Pseudonym 00110100 01010100 heraus. Ein weiteres Album, 871, folgte 2020.
2018 veröffentlichte Four Tet mehrere Aufnahmen vergangener Liveauftritte unter dem Pseudonym 4TLR, kurz für Four Tet Live Recordings.
Im Jahr 2019 erschien die Single Only Human als Zusammenarbeit mit seinem Pseudonym KH. Unter dem Pseudonym alleine erschien 2022 außerdem die Single Looking At Your Pager.
Im April 2023 spielte Four Tet zusammen mit Skrillex und Fred Again das breit rezipierte Closing-Set auf dem Coachella Valley Music and Arts Festival. Zwei Monate zuvor hatte das Trio bereits einen Auftritt im Madison Square Garden mit mehreren vorangegangenen Überraschungsauftritten, unter anderem auf dem Times Square, gespielt. Im März war die gemeinsame Single Baby again.. erschienen. Der Track entstand in dem britischen Ort Pangbourne, was dem Trio den Spitznamen Pangbourne House Mafia einbrachte.

## Diskografie

### Alben
- Dialogue (1999)
- Pause (2001)
- Rounds (2003)
- Everything Ecstatic (2005)
- There Is Love in You (2010)
- Pink (2012)
- Beautiful Rewind (2013)
- Morning/Evening (Text Records, Juni 2015)
- New Energy (2017)
- Sixteen Oceans (2020)
- Parallel (2020)
- Three (2024)

### Mixalben
- LateNightTales (2004)
- DJ-Kicks (2006)
- RA.102 (2008)
- Fabriclive 59 (2011)

### Remixalben
- Madvillain - Four Tet Remixes (2005)
- Remixes (2006)

### Livealben
- Live in Copenhagen 30th March 2004 (2004)
- Live at Alexandra Palace, London 8th and 9th May 2019 (2019)

### EPs
- Misnomer EP (1999)
- Four Tet v Pole EP (mit Pole) (2000)
- Paws EP (2001)
- My Angel Rocks Back and Forth EP (CD/DVD) (2004)
- Ringer EP (2008)

### Singles
- Thirtysixtwentyfive (1998)
- Glasshead / Calamine (1999)
- No More Mosquitoes (Maxi) (2000)
- As Serious As Your Life (2003)
- She Moves She (2003)
- DIV/ORCE Series #1 (mit Hella) (2004)
- A Joy (2005)
- Everything Ecstatic Part 2 (2005)
- Smile Around the Face (2005)
- Sun Drums and Soil (2005)
- Pockets (2006)
- Love Cry (2009)
- Moth / Wolf Cub (mit Burial) (2009)
- Angel Echoes (2010)
- Nothing to See / Don’t Let Me Go (mit Mala) (2010)
- Sing (2010)
- Teenage Birdsong (2019)